# Mirakowo
Mirakowo est un village de Pologne situé en Couïavie-Poméranie, dans le Powiat de Toruń et dans le gmina (commune) de Chełmża,.

## Histoire
Dans les documents de 1667, il est mentionné comme Merkau, Mirche, Merke, Merkaw. La visite de Strzesze en 1667 indique que le village appartenait alors à Andrzej Konarski, voïvode de Malbork.